# Опасная правда
«Опасная правда» (англ. Antitrust — «Антитраст») — американский художественный фильм в жанре технотриллера режиссёра Питера Хауитта с Райаном Филиппом, Рэйчел Ли Кук, Клэр Форлани и Тимом Роббинсом в главных ролях, вышедший в 2001 году.

## Сюжет
Выпускник Стэнфорда Майло Хоффман, работающий вместе с тремя своими друзьями в новой компании Skullbocks, нанимается на работу в компанию NURV (Never Underestimate Radical Vision) к генеральному директору Гэри Уинстону. Майло получает привлекательную должность программиста с солидной зарплатой и творческим контролем над своей работой. Приняв предложение Уинстона, Хоффман и его девушка, Элис Поулсон, переезжают в штаб-квартиру NURV в Портленде.
Несмотря на то, что разработка основного продукта идёт полным ходом, Хоффман вскоре начинает подозревать, что Уинстон лично предоставляет ему превосходный исходный код, казалось бы, в самый нужный момент, отказываясь при этом разглашать его происхождение.
После убийства его лучшего друга и коллеги-программиста Тедди Чина, Хоффман обнаруживает, что NURV крадёт нужный им код у программистов по всему миру — включая Чина — и затем убивает их. Хоффман узнает, что NURV не только использует обширную систему слежки для наблюдения и кражи кода, компания проникла в Министерство юстиции и большинство основных СМИ. Даже его девушка — подсадная, бывшая заключенная, нанятая компанией, чтобы шпионить за ним и манипулировать им.

## В ролях
| Актёр            | Роль           |
| ---------------- | -------------- |
| Райан Филипп     | Майло Хоффман  |
| Рэйчел Ли Кук    | Лиза Калиган   |
| Клэр Форлани     | Элис Поулсон   |
| Тим Роббинс      | Гэри Уинстон   |
| Дуглас МакФерран | Боб Шрот       |
| Ричард Раундтри  | Лайл Бартон    |
| Тай Рунян        | Ларри Бэнкс    |
| Йи Джи Цо        | Тедди Чин      |
| Нат Душку        | Брайан Биссель |
| Нед Беллами      | Фил Граймс     |

## Награды и номинации
- 2001 — две премии в «Шанхайском кинофестивале»: лучший фильм, лучшая режиссура (Питер Хауитт)
- 2001 — номинация «Teen Choice Awards»: лучший актёр (Райан Филипп)
- 2002 — номинация на премию Political Film Society
- 2001 — номинация на премию World Soundtrack Awards.